# ميناء الشهيد رجائي
ميناء الشهيد رجائي (بالفارسية: بندر شهید رجایی) هي أحد الجزأين في ميناء بندر عباس بمحافظة هرمزكان الجنوبية بإيران، وتقع في الشواطئ الشمالية لمضيق هرمز جنوب إيران. يقع ميناء الشهيد رجائي على بعد حوالي 14.5 كيلومترًا (تسعة أميال بحرية) من الغرب إلى الجنوب الغربي من ميناء بندر عباس.
تبلغ مساحة ميناء شهيد رجائي حوالي 2400 هكتار. يتمتع الميناء بطاقة استيعابية تصل إلى 70 مليون طن من البضائع سنويًا، وهو رقم يتضمن ثلاثة ملايين حاوية مكافئة. يتألف ميناء الشهيد رجائي من 23 رصيفاً بعمق 15 متراً. يغطي المستودع المسقوف الإجمالي مساحة تزيد عن 19 هكتارًا من المستودعات المسقوفة. يتميز الميناء بطول 23.5 كيلومترًا من خطوط السكك الحديدية المحلية. 
يمكن للمسافرين البحريين الذين يدخلون إيران عبر ميناء شهيد رجائي الحصول على تأشيرة عند الوصول. ميناء الشهيد رجائي منطقة اقتصادية خاصة.

## إحصائيات
ميناء الشهيد رجائي مسؤول عن 85 في المائة من إجمالي عمليات التحميل والتفريغ التي تتم في الموانئ الإيرانية. بحلول عام 2011، احتل ميناء الشهيد رجائي المرتبة 44 من بين 3500 ميناء رئيسي في العالم. وفقًا للمدير العام لموانئ هرمزغان والمؤسسة البحرية، فقد ارتفع تحميل الحاويات للتصدير من ميناء شهيد رجائي خلال الفترة من 21 مارس إلى 22 أغسطس من عام 2021 بنسبة 28٪ مقارنة بالفترة المماثلة من العام السابق، أي اعتبارًا من 20 مارس إلی 21 أغسطس 2020.
في أواخر ديسمبر 2020، تم توقيع ست مذكرات تفاهم بين المنظمة البحرية والموانئ الإيرانية (PMO) والشركات الإيرانية لاستثمار حوالي 2.38 مليار دولار مع 800 مليون يورو إضافية لمشاريع تطوير المناطق النائية لميناء شهيد رجائي.

## الانفجار
المقالة الرئيسة: انفجار ميناء الشهيد رجائي 2025
في 26 أبريل/نيسان 2025، اندلع انفجار وحريق هائلان في ساحة حاويات بالميناء، مما أسفر عن إصابة 561 شخصًا على الأقل، وفقًا لتقارير رسمية. نجم الانفجار عن عدة حاويات يُعتقد أنها كانت تحتوي على مواد خطرة أو كيميائية، مما أدى إلى أضرار هيكلية وانهيار مبانٍ قريبة. أرسلت فرق الطوارئ، بما في ذلك منظمة الهلال الأحمر في محافظة هرمزغان، فرق استجابة سريعة إلى الموقع، وتم تعليق عمليات الميناء مؤقتًا. باشرت السلطات تحقيقًا أوليًا أشار إلى أن الإهمال في التعامل مع المواد القابلة للاشتعال قد يكون ساهم في الحادث.